# Карпиловка (Алтайский край)
Карпиловка — село в Табунском районе Алтайском крае. В составе Большеромановского сельсовета.

## История
Основано в 1909 году. В 1928 г. посёлок Карпиловка состоял из 127 хозяйств, основное население — украинцы. Центр Карпиловского сельсовета Славгородского района Славгородского округа Сибирского края.

## Население
| 1926 | 1997 | 1998 | 1999 | 2000 | 2001 | 2002 |
| ---- | ---- | ---- | ---- | ---- | ---- | ---- |
| 653  | ↘131 | ↘120 | ↗133 | ↘131 | ↘124 | ↘85  |
| 2003 | 2004 | 2005 | 2006 | 2007 | 2008 | 2009 |
| ↗99  | ↘83  | ↘76  | ↘52  | ↘50  | →50  | →50  |
| 2010 | 2011 | 2012 | 2013 |      |      |      |
| ↘31  | ↗33  | ↘28  | ↘26  |      |      |      |